# Никифорук, Игорь Иванович
Игорь Иванович Никифорук (укр. Ігор Іванович Никифорук, род. 2.10.1999, Украина)  — украинский борец вольного стиля, бронзовый призёр чемпионатов Европы 2021 и 2023 годов, мастер спорта Украины международного класса.

## Биография
В 2015 году остался 15-м на чемпионате мира среди кадетов. В 2019 году был третьим на чемпионате мира в возрастной катеогории U23. В 2020 году в весовой категории до 70 килограммов завоевал Кубок Украины, на розыгрыше Кубка мира был девятым. В 2021 году в весовой категории до 65 килограммов остался 17-м на международном турнире в Киеве и стал бронзовым призёром чемпионата Европы (в категории до 70 килограммов)